# 侯健
侯健，小说《水浒传》中人物。祖籍洪都，裁缝出身，也爱舞枪弄棒，曾拜病大蟲薛永为师。因人长得黑瘦轻捷，被人唤作“通臂猿”。在宋江攻打黄文炳时，他正在其家干活，便与薛永一起，内应杀了黄文炳一家。上梁山后，负责制作旌旗袍袄等军服。受招安后，在征讨方腊时因座船沉没，淹死在杭州外海。

## 影视形象
- 2011年版《水浒传》：李海山